# Guaranís
Els guaranís són un grup format per diverses ètnies presents a diversos estats d'Amèrica del sud que parlen la llengua guaraní. L'extensió tradicional d'aquest poble se situa entre el riu Uruguai i la part baixa del riu Paraguai, les províncies de Corrientes i Entre Ríos a l'Argentina, el sud de Brasil, i algunes parts d'Uruguai i Bolívia. Després de l'arribada dels espanyols, els guaranís sofriren un procés intens d'evangelització i alhora també molts esdevingueren esclaus.

## Història
Es té molt poca documentació de la història del poble guaraní anteriorment a l'arribada dels primers europeus al sud del continent americà. El coneixement del seu passat es fonamenta completament sobre la tradició oral, ja que els guaranís no tenien llengua escrita. A més a més el fet que eren inicialment un poble sovint nòmada amb una societat descentralitzada dificulta l'obtenció de proves històriques definitives.
Actualment, a certes zones de Brasil, un grup guaraní, els kaiowàs, són víctimes de la política d'expansió de la superfície agrícola i pateixen expropiacions forçoses que han generat desesperació i una taxa de suïcidi molt elevada entre els autòctons.